# Кравченко Валерій Миколайович
Кравченко Валерій Миколайович — сержант Збройних Сил України, учасник російсько-української війни, який загинув у ході російського вторгнення в Україну в 2022 році

## Життєпис
Народився 1972 року в селищі Добровеличківці (з 2020 року — Добровеличківської селищної територіальної громади Новоукраїнського району) Кіровоградської області. 
З початком повномасштабного російського вторгнення в Україну перебував на передовій. 
Загинув 13 березня 2022 року. Чин прощання відбувся у рідному селищі

## Нагороди
- орден «За мужність» III ступеня (2022, посмертно) — за особисту мужність під час виконання бойових завдань, самовіддані дії, виявлені у захисті державного суверенітету та територіальної цілісності України, вірність військовій присязі.